# Вотланы (Аликовский район)
Вотла́ны (чув. Вутлан) — деревня в Аликовском муниципальном округе Чувашской Республики. Входила в состав Ефремкасинского сельского поселения до его упразднения в 2022 году.

## Общие сведения о селении

### География
Вотланы расположены восточнее административного центра Аликовского района на 8 км.

### Климат
Климат умеренно континентальный с продолжительной холодной зимой и тёплым летом. Средняя температура января −12,9 °C, июля 18,3 °C, абсолютный минимум достигал −44 °C, абсолютный максимум 37 °C. За год в среднем выпадает до 552 мм осадков. Чего крайне не хватает, чтобы наполнить заново пруд.

### Демография
Население — человек (2006 г.), из них большинство женщины.

## История
Селение впервые было упомянуто в Википедии в 2010 году.

## Связь и средства массовой информации
- Связь: ОАО «Волгателеком», Би Лайн, МТС, Мегафон(только на 2-м этаже, и то только билайн, и то только по праздникам. Развит интернет ADSL технологии.
- Газеты и журналы: Аликовская районная газета «Пурнăç çулĕпе»-«По жизненному пути» Языки публикаций: Чувашский, Русский.
- Телевидение:Население не использует эфирное и спутниковое телевидение. Эфирное телевидение не позволяет принимать национальный канал на…